# 우주 식민지

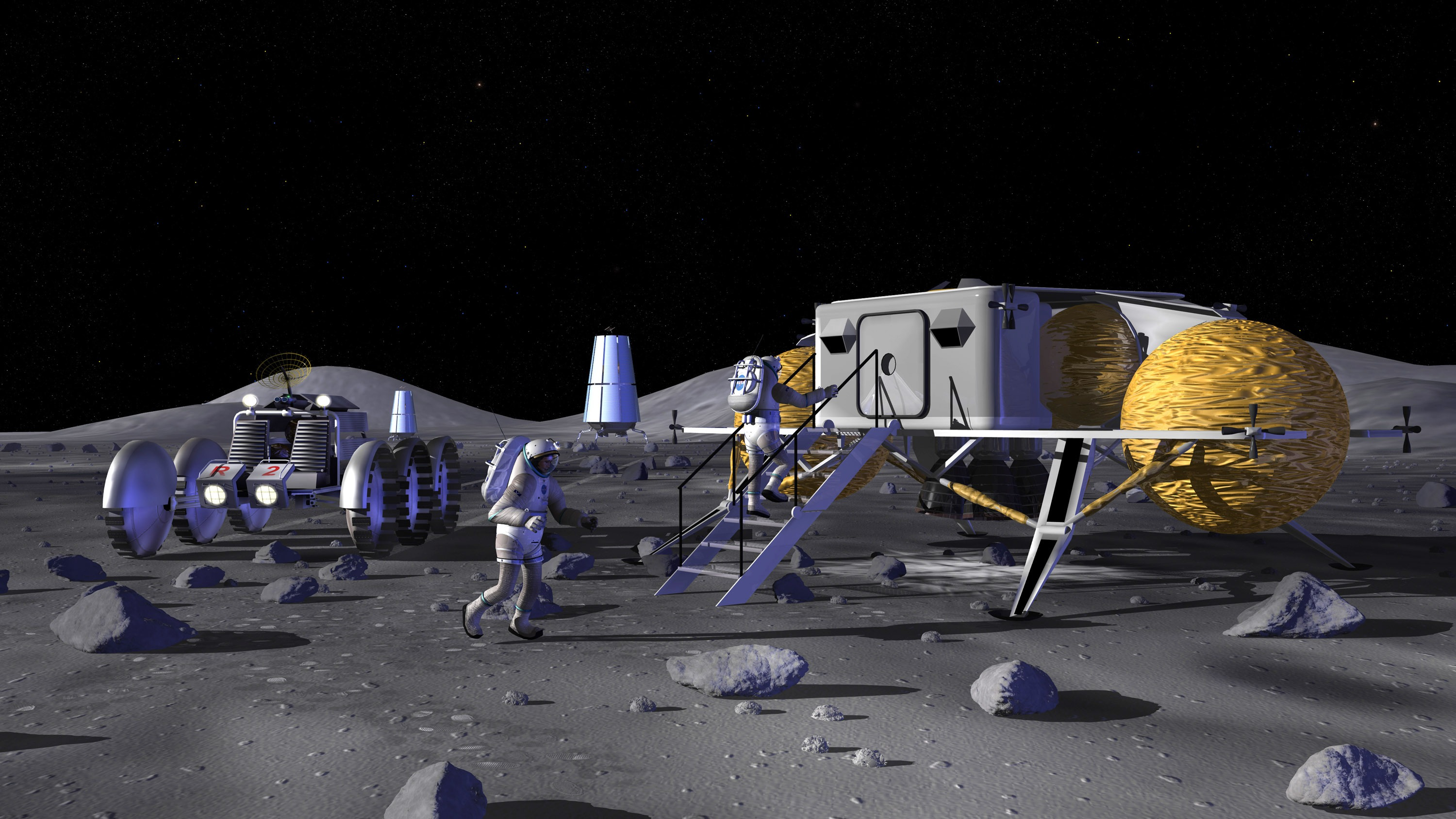
미국 NASA의 달기지 가상도

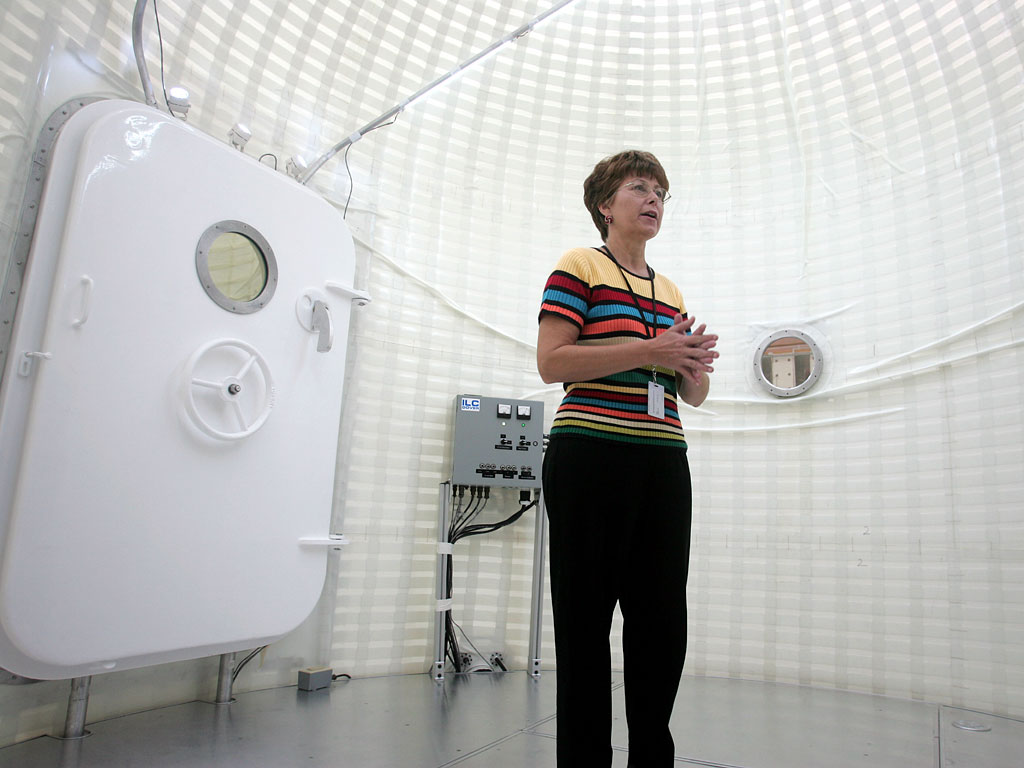
미국 NASA 달기지의 주거공간

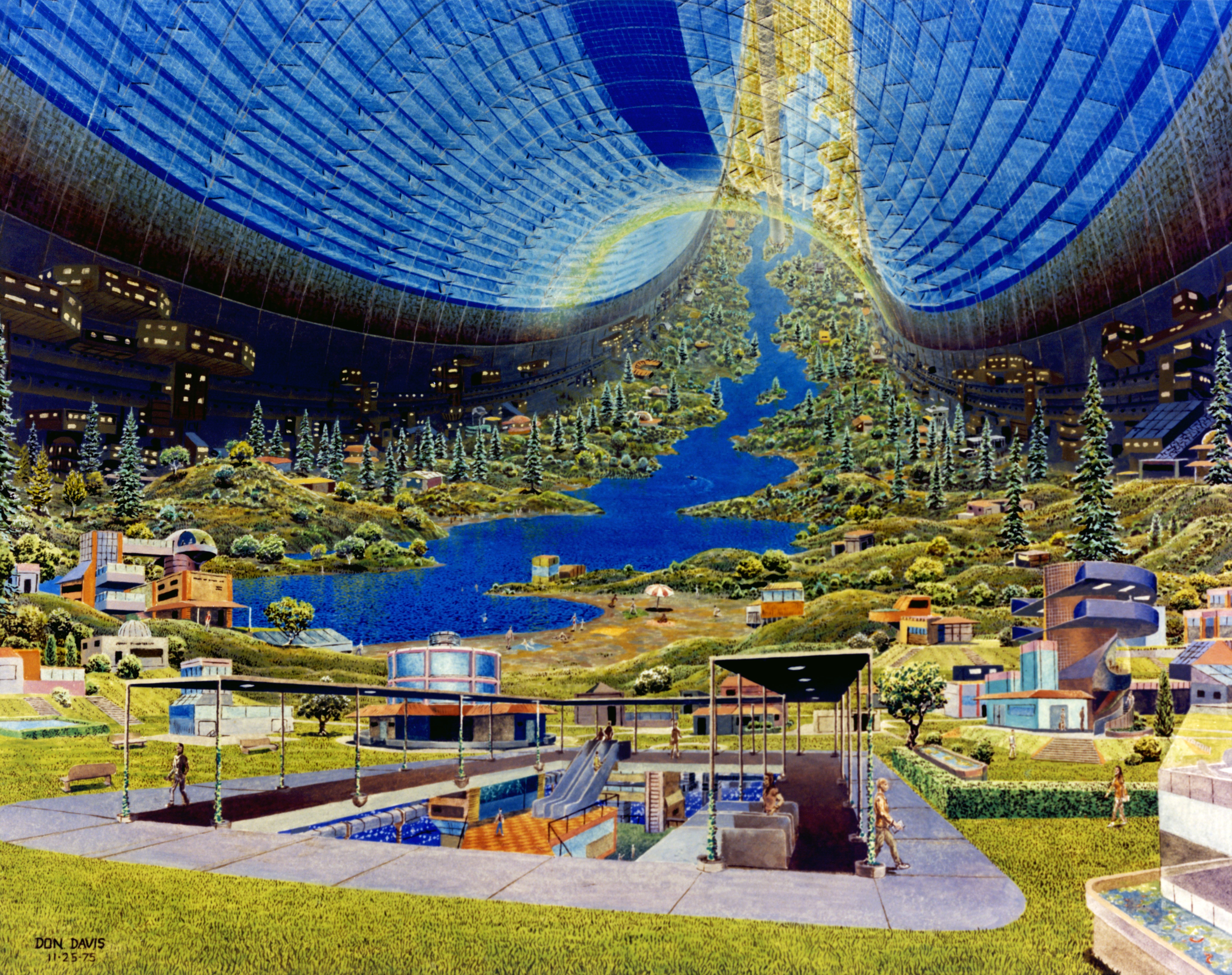
지구와 비슷한 환경을 가진 우주 식민지. 배경을 봐도 화성일 가능성이 크다.

우주 식민지(宇宙植民地)는 인간이 영구적으로 우주에 거주할 수 있도록 건설된 거주지를 말한다.

## 방법

### 이동
만약, 새로운 지구(New Earth)를 발견하여, 인간을 보낼 경우, 재료, 방사능 보호 등 각종의 우주 식민지 기술은 불필요하다. 오직 인간을 새로운 지구까지 이동시키는 우주 발사체 개발만이 해결해야 할 기술적 과제이다. 그러나 지구와 같은 환경이 아닌 경우에는 이동 말고도 재료, 방사능 보호 등 각종 우주 식민지 기술이 필요하다.

### 지역이동
루나 로버와 마스 로버 등의 차량으로 근거리 이동을 할 수 있다.

### 재료
달 식민지는 달의 토양을 재료로 할 수 있다.

### 방사능 보호
우주선 (물리)과 태양 플레어는 치명적인 방사능을 방출한다. 이를 막아야 인간이 거주할 수 있다. 지구는 밴 앨런대가 이러한 방사능을 차단하고 있다. 달기지의 경우, 달의 토양을 이용해 두꺼운 콘크리트를 만들면, 그러한 방사능을 차단할 수 있다.

### 적정인구
존 H. 무어 캘리포니아 대학교 인류학과 교수는 2002년 150명에서 180명이면 60세대에서 80세대까지 자식을 낳아 2000년 정도 생존할 수 있다고 추정했다.

### 에너지
태양 전지가 사용될 것이다. 최근에는 욕조 크기의 원전이 개발되어, 이러한 것을 사용할 수도 있다.

### 생명유지장치
원자력 잠수함의 생명유지장치가 가장 유사하다. 그러나 잠수함은 해수에서 산소를 생산하는 순환 시스템이 1회적이다. 우주 식민지에서는 물에서 산소를 생산하고 다시 물이 되면 산소를 생산하는 계속 순환 시스템이 필요하다.

### 우주 공장
자체적으로 식량을 생산할 수 있어야 영구 거주가 가능하다. 우주 공장에서는 식량만이 아니라 기타 필요한 물건들을 생산할 수 있어야 한다.

### 심리적 적응
폐쇄된 좁은 공간에서 영구적으로 거주하려면 심리학적인 문제점이 생길 수 있다.

### 통신
통신은 다른 필요한 기술 보다 쉽다. 큰 개발이 필요하지 않다. 인공위성을 통해 지구와 교신이 가능하다.

## 같이 보기
- 생태건축학
- 다이슨구
- 메가스트럭처
- 우주 비행
- 우주정거장
- 지하상가